# Relações entre Irã e Reino Unido
As relações diplomáticas estabelecidas entre a República Islâmica do Irão (português europeu) ou Irã (português brasileiro) e o Reino Unido da Grã-Bretanha e Irlanda do Norte já existem desde o século XIII, quando o Rei Eduardo I enviou ao império Ilcanato uma proposta de aliança. Desde então as relações diplomáticas entre estes dois países têm-se deteriorado consideravelmente, nos últimos anos, principalmente devido às críticas por parte do Reino Unido à ideologia política do Irão e ao agravamento da situação dos direitos humanos no país, após a reeleição do presidente Ahmadinejad.
Em 28 de novembro de 2011, o Irã rebaixou as suas relações com a Grã-Bretanha devido a novas sanções postas em prática pelo Reino Unido. No dia seguinte, um grupo de estudantes e também membros da milícia Basij atacou a embaixada britânica em Teerã, danificando a propriedade e conduzindo o pessoal diplomático para fora. No dia 30 de novembro de 2011, em resposta ao ataque, o Reino Unido fechou a sua embaixada em Teerã e ordenou o fechamento da embaixada iraniana em Londres.